# Zastava Republike Srpske Krajine
Zastava Republike Srpske Krajine je zastava koja je bila korištena tijekom Domovinskog rata od 1991. do 1995. godine na okupiranom području Republike Hrvatske pod kontrolom srpskih pobunjenika, kao "državno obilježje" samoproglašene Republike Srpske Krajine.
Prema "Ustavu Republike Srpske Krajine", usvojenom 19. prosinca 1991. godine, članku 6.:
Pored Ustavom utvrđene zastave, u prvim danima rata, korištena je i alternativna zastava koja je u sredini imala veliki zlatni križ s četiri ognjila (ocila) po uzoru na zastavu Srpske pravoslavne crkve.
Od 26. veljače 1992., kao "državna" zastava korištena je srpska trobojnica s grbom Republike Srpske Krajine, kojeg "Ustav Republike Srpske Krajine", u članku 6. definira:
Zastava s grbom je korištena u dvije varijante, prvo s grbom (orlom) u sredini zastave, a kasnije s grbom (orlom) na lijevoj strani zastave, na plavom štitu.
Pored navedenih, na okupiranim područjima korištena je i ratna zastava sa zlatnim ukrštenim mačevima u sredini.
Nakon operacije Oluja i pada Krajine, zastava s grbom na plavom štitu korištena je u Hrvatskom Podunavlju sve do mirne reintegracije 1998.